# Carlo Fontana (Militär)
Carlo Vittorio Fontana (* 29. Juni 1906 in Zürich; † 17. November 1968 in Meilen, heimatberechtigt in Tesserete) war ein Schweizer Offizier, Instruktionsoffizier der Infanterie, Generalstabsoffizier, Divisionär und Militärattaché.

## Leben
Carlo Vittorio Fontana war der Sohn des Industriellen Vittore und der Barbara Zürcher. Er besuchte die Handelsschule in Neuenburg und war als Kaufmann in Zürich tätig. 1929 trat er ins Instruktionskorps ein. 1944 wurde er zum Militärattaché in Budapest ernannt. Von 1949 bis 1953 war er Schulkommandant in Zürich. Der Bundesrat wählte ihn als ersten Sektionschef und Instruktionsoffizier in die Gruppe für Ausbildung. 1954 bis 1956 war er Stabschef der Gruppe für Ausbildung und von 1957 bis 1966 Kommandant der Gebirgsdivision 9. Von 1966 bis 1968 war er Militärattaché in Italien und Spanien mit Sitz in Rom.